# بیمه کارآفرین
شرکت بیمه کارآفرین (سهامی عام) با شناسه ملی ۱۰۱۰۲۴۲۵۹۶۹ و کد اقتصادی ۴۱۱۱۱۱۱۷۶۴۹۸ در چارچوب قانون تأسیس موسسات بیمه غیردولتی و قانون تجارت، در تاریخ ۱۳۸۱/۱۲/۲۷ به شماره ۲۰۰۸۴۵ به ثبت رسیده و با اخذ مجوز از بیمه مرکزی جمهوری اسلامی ایران تحت شماره ۵۱۹۱ در تاریخ ۱۳۸۲/۰۲/۲۸ فعالیت خود را در سطح کشور به عنوان نخستین شرکت بیمه خصوصی آغاز کرده است.
شرکت بیمه کارآفرین در انواع بیمه‌های زندگی و غیر زندگی به فعالیت مستقیم بیمه گری می‌پردازد و از محل سرمایه، ذخائر و اندوخته‌های فنی و قانونی در چارچوب ضوابط مصوب شورای عالی بیمه، سرمایه‌گذاری می‌کند.

## ترکیب سهامداران
بالغ بر ۶۳ درصد از سهام شرکت متعلق به سهامداران حقیقی و حدود ۲۷ درصد سهامداران حقوقی هستند. ترکیب سهامداران به شرح ذیل می‌باشد.
| نام شرکت                                   | کد بورسی | تعداد سهام     | درصد کل |
| بانک کارآفرین (شرکت سهامی عام)             | بان۰۰۶۱۶ | ۲٬۳۹۹٬۶۹۷٬۳۶۲  | ۲۰٫۰    |
| شرکت سرمایه‌گذاری بانک کارآفرین (سهامی خاص) | شرک۰۴۸۹۱ | ۷۵۳٬۴۰۴٬۲۴۲    | ۶٫۳     |
| شرکت تضمین شرکتهای ساختمانی (سهامی خاص)    | شرک۱۳۳۷۹ | ۲۳۹٬۹۹۹٬۹۵۰    | ۲٫۰     |
| شرکت مهندسی وساختمانی جهانپارس (سهامی خاص) | شرک۰۴۴۷۴ | ۱۴۷٬۰۸۵٬۴۵۳    | ۱٫۲     |
| شرکت تدبیرتهویه هوشمند (بامسئولیت محدود)   | شرک۱۳۲۶۴ | ۱۱۸٬۱۱۰٬۵۵۳    | ۱٫۰     |
| سایر اشخاص حقیقی و حقوقی                   |          | ۸٬۳۴۱٬۷۰۲٬۴۴۰  | ۶۹٫۵    |
|                                            |          | ۱۲٬۰۰۰٬۰۰۰٬۰۰۰ | ۱۰۰     |

## محصولات
- بیمه امید بازنشستگی
- بیمه عمر اندوخته دار امید
- بیمه عمر و سرمایه‌گذاری
- بیمه مستمری مدت معین قطعی
- بیمه مسئولیت
- بیمه آتش‌سوزی
- بیمه اتومبیل
- بیمه مهندسی
- بیمه اشخاص
- بیمه باربری
- بیمه انرژی
- بیمه اتکایی

## چشم‌انداز
- ما می‌خواهیم در زمره برترین شرکت‌های بیمه کشور باشیم.

## انتشارات

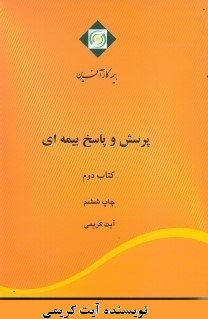
پرسش و پاسخ بیمه ای

بیمه کارآفرین در نشر کتب بیمه ای نیز فعالیت دارد.

## ارزش‌ها
- صداقت
- اعتماد
- یادگیری
- کارگروهی
- قانونمندی

## مأموریت
- ارائه خدمات بیمه ای با کیفیت به آحاد مردم در سراسر کشور
- ارائه طرح‌های جدید بیمه ای بر اساس شناخت نیازهای متنوع بخش‌های مختلف جامعه
- رعایت حقوق کلیه ذینفعان

## اهداف
- شناخت تقاضا و نیازهای پنهان بیمه ای بخش‌های مختلف جامعه
- ارائه محصولات مناسب برای هر بخش
- ارتقا دانش فنی نیروی انسانی و شبکه فروش
- بهینه‌سازی شبکه فروش
- ارتقا سطح وفاداری مشتریان
- ایفای نقش مؤثر در توسعه پایدار
- ارتقا کمی و کیفی پرتفوی
- افزایش سودآوری